# Acomys spinosissimus
Acomys spinosissimus  (Peters, 1852) è un roditore della famiglia dei Muridi diffuso in Africa sud-orientale.

## Descrizione
Roditore di piccole dimensioni, con la lunghezza della testa e del corpo tra 79 e 97 mm, la lunghezza della coda tra 67 e 90 mm, la lunghezza del piede tra 12 e 19 mm, la lunghezza delle orecchie tra 12 e 15 mm e un peso fino a 31 g.

### Aspetto
La pelliccia è particolarmente spinosa sulla schiena e la groppa. Le parti dorsali sono grigie, fulve o bruno-rossastre brillanti, la base dei peli è più chiara, i fianchi sono più soffici e chiari, mentre le parti ventrali sono bianche. Durante la muta la vecchia peluria è sostituita da una più scura e brillante e durante l'avanzamento il contrasto appare molto marcato. Il muso è appuntito, una macchia biancastra è presente sotto ogni occhio, il quale è grande, nero e sporgente. Le orecchie sono relativamente grandi, prive di peli e arrotondate. Il dorso delle zampe è bianco, la coda è leggermente più corta della testa e del corpo, grigia o rossiccia sopra, bianca sotto e priva di peli. I maschi sono in media leggermente più grandi delle femmine, le quali hanno due paia di mammelle inguinali. Il cariotipo è 2n=60 FN=70-72.

## Biologia

### Comportamento
È una specie terricola e notturna. Si rifugia nelle cavità rocciose in piccoli gruppi fino a 9 individui. 

### Alimentazione
Si nutre di semi d'erba ma anche di termiti ed altri insetti.

### Riproduzione
Nel Botswana femmine gravide sono state osservate in dicembre, gennaio, marzo ed aprile, mentre in Sudafrica in ottobre e tra gennaio ed aprile. Danno alla luce 2-6 piccoli alla volta.

## Distribuzione e habitat
Questa specie è diffusa nello Zimbabwe e Botswana orientali, Mozambico occidentale e nelle province sudafricane del Limpopo, Nord ovest, Gauteng e Mpumalanga. Gli individui della Tanzania, dello Zambia e della Repubblica Democratica del Congo sud-orientale sono stati recentemente trasferiti alle due nuove specie A.muzei e A.ngurui.
Vive negli ammassi rocciosi all'interno di savane alberate come il Mopane e il Miombo fino a 1.800 metri di altitudine.

## Conservazione
La IUCN Red List, considerato il vasto areale, la popolazione numerosa e la presenza in diverse aree protette, classifica A.spinosissimus come specie a rischio minimo (Least Concern).